# Tom et Eileen Lonergan
Thomas Joseph « Tom » Lonergan et Eileen Cassidy Lonergan, nés respectivement en 1964 et 1969, sont un couple de Baton Rouge en Louisiane, qui, à la suite d'une plongée sous-marine, ont été oubliés en mer de Corail le 25 janvier 1998 par le bateau qui les accompagnait. Leurs corps n'ont jamais été retrouvés et ils sont présumés morts.

## Histoire
Tom et Eilenn Lonergan ont quitté leur pays pour voyager autour du monde. Ils ont travaillé 3 ans pour l'organisation humanitaire Peace Corps aux îles Fidji puis à Tuvalu.
Le 25 janvier 1998, alors que le couple Lonergan est en plongée organisée avec un groupe au récif de St. Crispin (en) dans la Grande Barrière de corail en Australie. Le bateau qui transporte le groupe sur le site quitte la zone avant que les Lonergan ne sortent de l'eau. Négligents, aucun des cinq membres d'équipage ni aucun des 24 autres plongeurs ne remarque leur absence à bord.
Ce n'est que deux jours plus tard que leur absence est remarquée, à la suite de la découverte d'un sac leur appartenant. De l'équipement de plongée est par la suite récupéré en mer par des pêcheurs et sur une plage située à 100 km un message de détresse écrit sur une ardoise daté du 26 janvier 1998 à 8h00 du matin.
Les recherches demeurent infructueuses.
Plusieurs hypothèses restent ouvertes d'autant que le lendemain de leur disparition une autre excursion a lieu au même endroit par une autre compagnie. La capitaine de ce bateau prétend avoir ramené un couple anglophone qui n'était pas présent à l'aller et qui s'est glissé parmi les plongeurs.

## Postérité
Le film Open Water : En eaux profondes (2003) est basé sur leur histoire.